# Choroba wibroakustyczna
Choroba wibroakustyczna (ang. vibroacoustic disease, VAD) – ogólnoustrojowa choroba, która rozwija się u osób nadmiernie eksponowanych na infradźwięki (0–20 Hz) i hałas niskoczęstotliwościowy (20–500 Hz). 
Rozpoznawana była u pracowników lotnictwa związanych bezpośrednio z obsługą samolotów, pracowników restauracji i dyskdżokejów, a także u osób eksponowanych na hałas niskoczęstotliwościowy w miejscu zamieszkania. Nazwa tej jednostki chorobowej została wprowadzona w 1999 r. przez naukowców portugalskich, którzy od lat 80. XX wieku prowadzili badania dotyczące skutków działania infradźwięków i hałasu niskoczęstotliwościowego na pracowników personelu technicznego zakładów lotniczych.
Jest to nowa jednostka chorobowa stwierdzona pod koniec XX wieku, związana z nieprawidłowym rozrostem substancji międzykomórkowej (kolagenu i elastyny) przy nieobecności stanów zapalnych. Zmiany chorobowe obserwuje się u pacjentów oraz u zwierząt doświadczalnych. Zgrubienia osierdzia przy nieobecności procesów zapalnych i braku zaburzeń diastolicznych są charakterystycznymi oznakami choroby wibroakustycznej.
Wyróżniane są 3 etapy choroby, w zależności od liczby lat ekspozycji na hałas:
- łagodny – od roku do 4 lat ekspozycji; objawy: nieznaczne wahania nastroju, niestrawność i zgaga, infekcje gardła i jamy ustnej, zapalenie oskrzeli;
- umiarkowany – od 4 do 10 lat; objawy: bóle w klatce piersiowej, bóle pleców, wahania nastroju, zmęczenie, infekcje skóry (grzybicze, wirusowe i pasożytnicze), zapalenie śluzówki żołądka, zapalenie spojówek, krwawienie z dróg moczowych, alergie;
- ostry – powyżej 10 lat ekspozycji; objawy: zaburzenia psychiatryczne, krwotoki, żylaki kończyn górnych i hemoroidy, wrzody dwunastnicy, spastyczne zapalenie okrężnicy, bóle głowy, intensywne bóle mięśni, pogorszenie ostrości widzenia, zaburzenia neurologiczne.

W diagnostyce choroby wibroakustycznej stosowane są: echokardiografia, rezonans magnetyczny mózgu i badania histologiczne.
Pracom portugalskiego zespołu zarzucono niedociągnięcia, podobnych wyników nie uzyskano dotychczas w żadnym innym ośrodku badawczym, co sprawia, że wyników ich badań nie można całkowicie zaakceptować, ale również brak jest argumentów za ich odrzuceniem.
Określenie zależności dawka-skutek wymaga kontynuowania badań. Niezbędne jest też przeprowadzenie badań epidemiologicznych na dużą skalę.